# سایه (فیلم ۱۹۳۷)
«سایه» (انگلیسی: The Shadow) یک فیلم است که در سال ۱۹۳۷ منتشر شد.